# Olle Kåks
Olof (Olle) Folke Kåks, född 25 januari 1941 i Hedemora, död 27 december 2003 i Stockholm, var en svensk målare, skulptör och grafiker.

## Biografi
Kåks studerade vid Konsthögskolan i Stockholm 1962–1968 där han blev professor 1979 och även var rektor 1987–1999. 
Hans måleri inbegriper både realistisk och abstrakt konst med färg och form i fokus. Kåks bilder är strängt komponerade och detaljerna perfekt naturtrogna, men sammanställningarna är overkliga. Känslor och upplevelser skildrade han i märkliga symbolsammanställningar.
Kåks är med sin konst representerad i bland annat Moderna museet i Stockholm, Kalmar konstmuseum, Norrköpings konstmuseum , Dalarnas museum, Örebro läns landsting samt museer i Sundsvall och Bergen.
År 2002 tilldelades han Prins Eugen-medaljen. Olle Kåks är begravd på Hedemora kyrkogård.